# Cervon
Cervon – miejscowość i gmina we Francji, w regionie Burgundia-Franche-Comté, w departamencie Nièvre.
Według danych na rok 1990 gminę zamieszkiwało 629 osób, a gęstość zaludnienia wynosiła 12 osób/km² (wśród 2044 gmin Burgundii Cervon plasuje się na 376. miejscu pod względem liczby ludności, natomiast pod względem powierzchni na miejscu 21.).